# Lestodiplosis raphani
Lestodiplosis raphani är en tvåvingeart som beskrevs av Barnes 1929. Lestodiplosis raphani ingår i släktet Lestodiplosis och familjen gallmyggor. Inga underarter finns listade i Catalogue of Life.